# Holotrichia undulata
Holotrichia undulata är en skalbaggsart som beskrevs av Muhammad Sharif Khan och Ghai 1982. Holotrichia undulata ingår i släktet Holotrichia och familjen Melolonthidae. Inga underarter finns listade i Catalogue of Life.